# David Lagmanovich
David Lagmanovich (Huinca Renancó, Argentina, 1927 - San Miguel de Tucumán, Argentina, 2010) fue un crítico literario y escritor argentino. Como investigador en el campo de la microficción contribuyó a sentar las bases críticas del género del microrrelato con importantes obras como El microrrelato. Teoría e historia (2006) y La otra mirada. Antología del microrrelato hispánico (2005). Como escritor publicó, entre otras, La hormiga escritora (2004) y Los cuatro elementos (2007). Doctor en Literatura por la Georgetown University, además de su labor de crítico y escritor, fue docente en distintas universidades en Argentina, Estados Unidos y Alemania.